# QorIQ
QorIQ(発音: [ˈkɔr.aɪ.kjuː])はフリースケール・セミコンダクタ社製品のブランド名で、Power Architectureベースのコミュニケーションマイクロプロセッサである。QorIQはPowerQUICCプラットフォームを拡張した製品として単一または複数のPower Architecture e500mcコアが組み込まれており性能・機能で区分されたP1、P2、P3、P4、P5という5種類のプラットフォームが提供されている。これらのプラットフォームはPowerQUICCなど旧来のPowerPC製品とソフトウェア互換性を有している。
QorIQブランドとP1、P2、P4製品群は2008年6月に発表され、P3、P5製品群は2010年に発表された。
QorIQ Pシリーズは45ナノメートルの半導体製造プロセスで製造されており、P1とP2の製品は2008年末、P4は2009年中旬、P5は2010年に入手可能となる。ロードマップは28nmプロセスから先まで及んでおり、全ての製品の消費電力は30W以下という意欲的な設定となっている。

## P シリーズ
QorIQ PシリーズはPower Architecture e500/e5500をベースとしたプロセッサである。P10xx、P20xxシリーズはe500v2コアをベースとしており、P30xxとP40xxシリーズはe500mcコアを、P50xxシリーズはe5500コアをベースとしている。L1キャッシュとして32 kBの命令キャッシュと32 kBのデータキャッシュを備えている他、36-bitの物理メモリアドレス(プロセッサコンテキストの仮想アドレスが添付されており、各プロセスから見たら32-bitに見える)を持ち、いくつかのコア(すべてではない)には倍精度浮動小数点ユニットが搭載され、e500mcまたはe5500コアを用いた製品ではハイパーバイザ層を用いた完全仮想化にも対応している。デュアル/マルチコアデバイスは対称型マルチプロセッシングと非対称型マルチプロセッシングの両方をサポートしており、複数のOSを同時に動かすこともできる。

### P1
P1シリーズはゲートウェイ、Ethernetスイッチ、無線LANのアクセスポイントや汎用制御機器のために設計されている。エントリーレベルのプラットフォームであり、デバイスの動作周波数は400〜800 MHzである。このシリーズはPowerQUICC II ProやPowerQUICC IIIプラットフォームの置き換えを想定して設計されている。チップ上にはギガビットイーサネットコントローラ、2ポートのUSB 2.0コントローラ、セキュアエンジン、ECC付き32-bit DDR2/DDR3メモリコントローラ、4チャネルのデュアルDMAコントローラ、SD/MMCホストコントローラ、PCI ExpressやSGMIIに設定可能な高速SerDesなどと一緒に実装されている。パッケージは689pinであり、P2ファミリとピンコンパチブルである。
- P1011
- P1020
- Freescale announces pin-compatible, power-efficient series in new QorIQ communications platforms – Freescale.com
- P1 Series Single- and Dual-Core Communications Processors – Freescale.com

### P2
P2シリーズはネットワーク、通信、軍事、産業分野など広範なアプリケーションをターゲットとして設計されている。ジャンクション温度-40から125度までの環境耐性の高い部品も提供されている。ミドルレベルのプラットフォームでありデバイスの動作周波数は800 MHzから1.2 GHzである。PowerQUICC II ProやPowerQUICC IIIプラットフォームの置き換えを狙って設計されている。これらのチップは51 kBのL2 cache、セキュアエンジン、3つのギガビットイーサネットコントローラ、USB 2.0コントローラ、ECC付き64-bit DDR2/DDR3メモリコントローラ、4チャネルのデュアルDMAコントローラ、SD/MMCホストコントローラ、様々なシリアルインターコネクト(3ポートのPCI Express、2ポートのRapidIO、2ポートのSGMII)に設定可能な高速SerDesなどと一緒に実装されている。パッケージは689pinであり、P1ファミリとピンコンパチブルである。
- P2010 – 1コア/1.2 GHz
- P2020 – 2コア/1.2 GHz/共有L2キャッシュ
- Freescale announces pin-compatible, power-efficient series in new QorIQ communications platforms – Freescale.com
- P2 Series Single- and dual-core communications processors – Freescale.com
- P2040
- P2041

### P3
P3シリーズはミドルクラスのネットワークプラットフォームであり、ネットワークスイッチ、ルーターをターゲットとして設計されている。P3ファミリは最高4コア/1.5 GHzのPower Architecture e500mcマルチコアプラットフォームを提供しており、これらのコアはCoreNetコヒーレンシファブリックによって接続されている。これらのチップはL3 cache、メモリコントローラ、様々なI/Oデバイス (DUART、GPIO、USB 2.0等)、暗号化エンジン、オンチップイベントのスケジューリングをするキューマネージャ、様々なシリアルインターコネクト(ギガビットイーサネット、10ギガビットイーサネット、RapidIO、PCI Express)に設定可能な18レーンのSerDesなどと一緒に実装されている。
P3ファミリプロセッサはP4、P5ファミリと物理パッケージが共通であり、ソフトウェアの上位互換性を備えている。
搭載されているコアはハードウェアハイパーバイザをサポートしており、対称型マルチプロセッシングと非対称型マルチプロセッシングの両方に対応。このため複数のOSを同時に起動したりコアごとにリセットを掛けることが可能である。
- P3041 - 4コア/1.5 GHz/各コア128kBのL2キャッシュ/1.3 GHz 64-bit DDR3/消費電力12 W

### P4
P4シリーズは高性能ネットワークプラットフォームであり、インターネットバックボーン、エンタープライズ向けネットワークスイッチ、ルーターをターゲットとして設計されている。P4ファミリは最高8コア/1.5 GHzのPower Architecture e500mcマルチコアプラットフォームを提供しており、これらのコアはCoreNetコヒーレンシファブリックによって接続されている。これらのチップはL3 cache、メモリコントローラ、様々なI/Oデバイス (DUART、GPIO、USB 2.0等)、暗号化エンジン、オンチップイベントのスケジューリングをするキューマネージャ、様々なシリアルインターコネクト(ギガビットイーサネット、10ギガビットイーサネット、RapidIO、PCI Express)に設定可能なSerDesなどと一緒に実装されている。
搭載されているコアはハードウェアハイパーバイザをサポートしており、対称型マルチプロセッシングと非対称型マルチプロセッシングの両方に対応。このため複数のOSを同時に起動したりコアごとにリセットを掛けることが可能である。
- P4080 – 8コア/1.5 GHz/各コア128kBのL2キャッシュ/2系統の1 MB L3キャッシュと64-bit DDR2/DDR3/消費電力30 W

P4080から開発を開始したソフト開発者、システム設計者の支援としてFreescaleはP4080のvirtual platformを作成するVirtutech　　このvirtual platformは部品が入手可能となる前の開発や評価に使える。

### P5
- P5010 - 1コア/2.2 GHz/1 MB L3キャッシュ/DDR3コントローラ/消費電力30 W
- P5020 - 2コア/2.2 GHz/1 MB L3キャッシュ x2/DDR3コントローラ x2/消費電力30 W

## AMPシリーズ
AMP Series(QorIQ Advaced Multiprocessing)プロセッサは64bitでマルチスレッド対応のe6500 coreをベースにAltiVec、SIMDというプロセッシングユニットを統合している。製品群としてはシングルコアから12コアのものまであり、最高2.5 GHzまでの幅広い動作周波数をカバーしている。これらのプロセッサは性能・機能によってT1からT5までの5つのランクに分けられる。2012年初頭に28nmでの生産が開始される予定である。

### T4
- T4240

## See also
- Power Architecture
- PowerQUICC
- PowerPC e500

## References
1. ↑  “Freescale Drives Embedded Multicore Innovation with New QorIQ Advanced Multiprocessing Series”.  Freescale (2011年6月21日). 2011年7月12日閲覧。

## External links
- Freescale QorIQ communications platforms signal a new way forward for embedded multicore technology -  Freescale.com
- Freescale's QorIQ website
- QorIQ moves Power architecture to multicore – EDN.com
- MontaVista: multicore Linux support for Freescale QorIQ P4080 – EmbeddedControlEurope.com
- QorIQ 45-nm communications MPUs feature dual cores, low power – ElectronicProducts.com
- Virtutech Enables Multi-Core Development Ecosystem for Freescale Power Architecture QorIQ P4080 Processor – TradingMarkets.com
- MontaVista Provides First No-Cost Evaluation of Commercial Linux for Freescale QorIQ P4080 Multicore Processor – Money.AOL.com